# Ľudovít Veselý
Ľudovít Veselý (28. září 1910 Budapešť – 14. prosinec 1944 Kováčová, les Boriny) byl slovenský římskokatolický kněz, protifašistický bojovník a účastník slovenského národního povstání. Jeho otec se jmenoval Alojz Veselý a jeho matka se jmenovala Helena rozená Hradilová.

## Životopis
Studoval teologii v semináři v Banské Bystrici (1929–1932), 1932 vysvěcen na kněze. Během studia v Banské Bystrici tajemník . V roce 1933–1936 kněz, 1936–1940 důstojník duchovní služby československé (respektive slovenské) armády z povolání, 1940–1944 administrátor fary ve Zvolenské Slatině. Odpůrce fašistického režimu na Slovensku, pro pokus o útěk do zahraničí, po prozrazení zatčen, propuštěn z armády. V civilní duchovní správě podporoval protifašistický odboj, zapojil se do SNP jako zpravodajský důstojník 1. čs. armády na Slovensku. Po potlačení povstání do hor opět zapojen do ilegálního odboje, ukrýval se v semináři v Banské Bystrici, 12. prosince 1944 německými bezpečnostními orgány zatčen, odsouzen k trestu smrti a popraven.

## Ocenění
- Roku 1946 vyznamenán  Řád Slovenského národního povstání I. třídy a povýšen na majora in memoriam